# Benjamin Franklin National Memorial

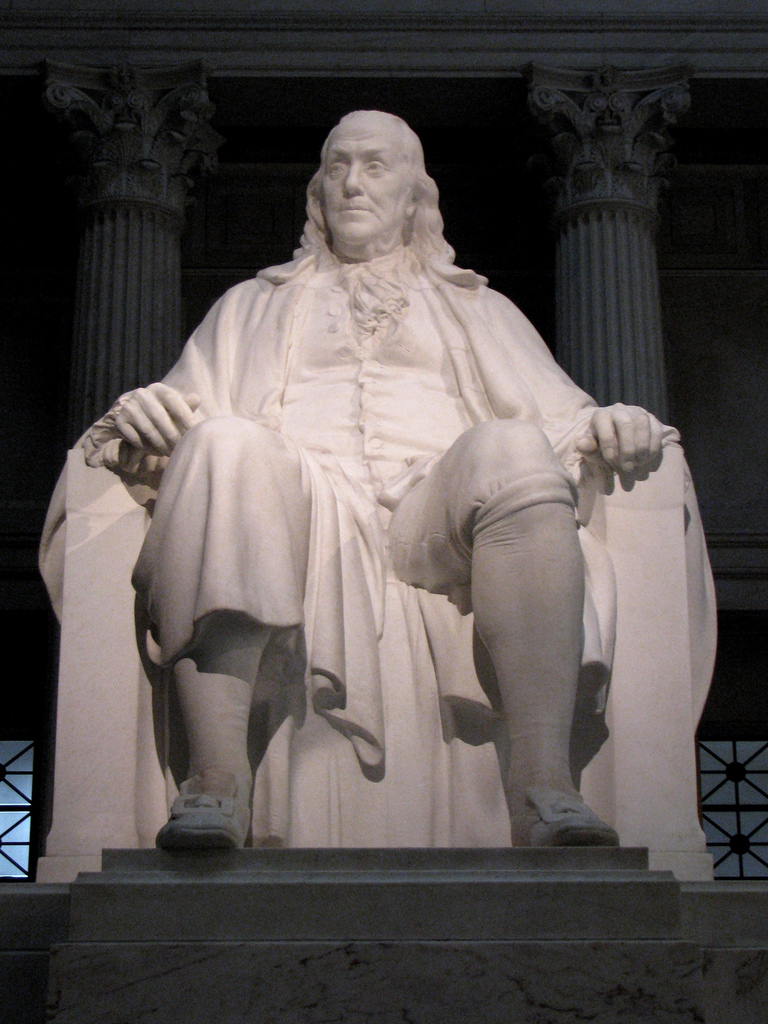
Benjamin Franklin National Memorial

Das Benjamin Franklin National Memorial befindet sich in der Rotunde des Franklin Institute in Philadelphia und ist eine riesige sitzende Statue von Benjamin Franklin. Das 6 m hohe Denkmal, das von 1906 bis 1911 von James Earle Fraser geschaffen wurde, ehrt den Schriftsteller, Erfinder und amerikanischen Staatsmann. Die Statue wiegt 27 t und sitzt auf einem 83 t schweren Podest aus weißem Seravezza-Marmor. Die Statue ist der zentrale Teil der Memorial Hall. Die Memorial Hall wurde von John T. Windrim nach dem Vorbild des Pantheon entworfen und im Jahr 1938 eingeweiht.
Der Kongress bestimmte das Denkmal am 25. Oktober 1973 zu einem National Memorial. Anders als die meisten National Memorials ist die Statue nicht im National Register of Historic Places gelistet. Das Denkmal ist ein angeschlossener Bereich des National Park Service und wird aufgrund einer Vereinbarung vom 6. November 1973 dem Independence National Historical Park zugeordnet. Gemäß den Bestimmungen des Abkommens besitzt und pflegt das Institut die öffentlich zugängliche Gedenkstätte. Der National Park Service schließt das Denkmal in offizielle Veröffentlichungen ein und unterstützt das Institut bei allen Bestrebungen im Interesse des Denkmals.
Das Denkmal war ein Schauplatz in dem Film Das Vermächtnis der Tempelritter.